# Lou Boudreau
Louis Boudreau, detto Lou (Harvey, 17 luglio 1917 – Olympia Fields, 10 agosto 2001), è stato un giocatore di baseball, cestista e dirigente sportivo statunitense, professionista nella NBL.

## Carriera

### Pallacanestro
Giocò per una stagione nella NBL, disputando 23 partite con 8,2 punti di media.

## Palmarès
- World Series: 1

Cleveland Indians: 1948
- Atleta maschile dell'anno dell'Associated Press: 1

1948